# Ковальов Віктор Миколайович
Віктор Миколайович Ковальов - (1 червня 1948 р. – 7 листопада 1998 р.) – художник.
Почесний громадянин м. Шостки (1999 р.)

### Біографія
Віктор Миколайович Ковальов народився 1 червня 1948 р. у с. Чернявка Могильовської області. У 50-х рр. сім’я переїхала до України. До 1966 р. він навчався у школі образотворчого мистецтва м. Гуляйполе Запорізької обл. У 1974 р. закінчив Харківське державне художнє училище за фахом художник-оформлювач (керівник Г. Коробов) та приїхав до м. Шостки. 
Спочатку працював художником відділу технічної естетики, потім до 1994 р. – керівником служби відділу реклами в/о «Свема». 
З 1994 по 1998 рр. обіймав посаду начальника бюро реклами фірми «Геліос» ЛТД.
Віктор Ковальов зробив значний внесок у розвиток виробничої рекламної продукції, що позитивно вплинуло на прибутки підприємства. Він щорічно оформлював фірмові магазини «Свеми» в Москві, Сочі, куточки підприємства під час проведення різного рівня ярмарків, виставок-продаж. Як керівник відділу реклами, Ковальов завжди очолював групу по оформленню експозицій. Йому належить розробка ескізів виставок, афіш, значків. Ці проекти отримували високі оцінки як вітчизняних, так і закордонних фахівців-оформлювачів. 
Митець брав активну участь в оформленні міських художніх виставок, міжнародних виставок та пленерів в Україні, Росії, Німеччині, Арабських Еміратах. Віктор Миколайович був членом журі Міжнародних конкурсів «Ассофото» і «Ступень к Парнасу».
Протягом тривалого часу Віктор Миколайович очолював міську архітектурно-художню раду. Він розробив і втілив у життя значну кількість архітектурно-художніх проектів інтер’єрів. Серед них: приміщення РАГСу, Будинок молоді, кінотеатр «Родина», кафе «Романтик», дитяча школа мистецтв, синтез-клуб «Свема», кабінет історії ЗОШ № 12. Художник створив експозицію відділу «Природа краю» міського краєзнавчого музею.
Усі важливі міські заходи: святкування Дня Перемоги, Дня міста, обласні, міські, районні фестивалі не обходилися без професійної участі митця. У 1987 р. під час відкриття в Шостці обласного і міського огляду II Всесоюзного фестивалю народної творчості право запалити факел фестивалю було надано Віктору Миколайовичу.
Він добре розумів і цінував оточуючий світ, пізнавав секрети живопису, експериментував у творчості, знаходив нові теми, ідеї. Віктору Ковальову вдавалося дивувати і завойовувати серця шанувальників мистецтва. Завжди відгукувався на всі пропозиції й  виконував усі прохання: починаючи від оформлення квитків, запрошень і закінчуючи оформленням виставок міжнародного масштабу. Його вважали неперевершеним майстром у кожній справі, кожному творчому процесу він віддавав душу і серце. 
Роботи художника зберігаються в приватних колекціях у США, Індонезії, художньому музеї Болгарії.
Митець щиро любив Україну, його життя і творчість належали Шостці, своєю красою його завжди вабила річка Десна. Мріяв про проведення художніх пленерів у старовинному Новгороді-Сіверському на берегах Десни. На жаль, перший пленер художників Шосткинщини відбувся вже без нього (7 листопада 1998 р. Віктора Миколайовича не стало), але присвячений він був саме йому – талановитому художнику й людині з великим серцем.
У 1999 р. Віктору Миколайовичу Ковальову присвоєно звання «Почесного громадянина міста Шостки».

### Учасник мистецьких подій
1975 р. – виставка з нагоди 30-річчя Перемоги над фашистською Німеччиною;
1979 р. – міжнародна виставка «ORWO-Свема», м. Київ, ВДНГ, головний оформлювач виставки;
1980 р. – виставка «День Шостки в Сумах»;
1981 р. – виставка з нагоди 50-річчя ВО «Свема»;
1985 р. – виставка з нагоди 40-річчя Перемоги;
1985 р. – вернісаж у Будинку молоді, м. Шостка;
1986 р. – міжнародний пленер, м. Оряхово, Болгарія;
1989 р. – виставка з нагоди 250-річчя м. Шостки;
1990 р. – конкурс проекту пам’ятника воїнам-інтернаціоналістам, м. Шостка;
1992 р. – виставка-акція на захист краєзнавчого музею;
1995 р. – міжнародний пленер, м. Оряхово, Болгарія;
1995 р. – промислова виставка в Арабських Еміратах;
1996 р. – художня виставка «Весняний капіж» м. Шостка;
1996 р. – конкурс проекту Герба м. Шостки;
1996-1997 рр. – конкурс проекту Герба України, м. Київ;
1997 р. – міжнародна виставка, м. Москва, ВДНГ;
1998 р. – персональна виставка, м. Шостка.